# Managua (jezero)
Managua (poznato kao i jezero Xolotlán) je drugo po veličini (odmah iza jezera Nikaragve) jezero u Nikaragvi i ima površinu od 1024 km2. Dugo je 65 kilometara, a maksimalna širina iznosi 25 kilometara. Prosječna dubina jezera je 9,5 metara.
Na jezeru je smješten i istoimeni glavi grad države. Nakon uragana Mitcha jezero se povisilo za 3 metra te tako uništilo domove ljudi koji žive na njegovim obalama.

## Vanjske poveznice
|  | Zajednički poslužitelj ima još gradiva o temi Managua (jezero) |

- JPL NASA: PIA03365: NASA-ine snimke
- Jezero  Arhivirana inačica izvorne stranice od 17. studenoga 2012. (Wayback Machine)